# Кировский (Смоленский район)
Ки́ровский — посёлок в Смоленском районе Алтайского края. Административный центр Кировского сельсовета.

## География
Посёлок находится на левом берегу реки Песчаная, напротив села Смоленское, административного центра района.

## Население
| 1997  | 1998  | 1999  | 2000  | 2001  | 2002  |
| ----- | ----- | ----- | ----- | ----- | ----- |
| 1317  | ↘1295 | ↘1283 | ↘1269 | ↗1279 | ↗1307 |
| 2003  | 2004  | 2005  | 2006  | 2007  | 2008  |
| ↘1258 | ↘1228 | ↗1280 | ↘1259 | ↘1227 | ↗1274 |
| 2009  | 2010  | 2011  | 2012  | 2013  |       |
| ↗1305 | ↘1154 | ↘1148 | ↘1115 | ↘1101 |       |

### Национальный состав
Согласно результатам переписи 2002 года, в национальной структуре населения русские составляли 91 %.

## Улицы
| - ул. 60 лет Октября, - ул. Западная, - ул. Камышенка, - ул. Комсомольская, | - ул. Нагорная, - ул. Раздольная, - ул. Садовая, - ул. Солнечная, | - ул. Центральная, - ул. Школьная, - ул. Юбилейная, - ул. Южная. |